# Henri Dartigues
Pour les articles homonymes, voir Dartigues.
Henri Dartigues, né le 16 septembre 1902 à Bordeaux et mort le 7 septembre 1967 à La Garenne-Colombes, est un athlète français.

## Biographie
Henri Dartigues est champion de France du 3 000 mètres steeple en 1928 et 1929, vice-champion de France du 3 000 mètres steeple en 1927 et vice-champion de France du 5 000 mètres en 1929. Il participe à la finale du 3 000 mètres steeple des Jeux olympiques d'été de 1928 à Amsterdam et termine à la cinquième place. Il est aussi deuxième du Cross des nations en 1929.
Il a évolué en club au Stade bordelais puis de 1929 à 1931 au CASG.
Il meurt dans un accident de voiture à l'âge de 64 ans.